# Katinka (lied)
Katinka, ook wel Kleine kokette Katinka, is een single van De Spelbrekers.
De Spelbrekers werden begeleid door het orkest van Bert Paige. Het was in eerste instantie geschreven voor Padre Twins, maar hun platenlabel Columbia Records zag er niets in. De Spelbrekers zette het pas veel later op een elpee 25 jaar Spelbrekers.

## Geschiedenis
Tekstschrijver Henny Hamhuis (1927-2011) was van origine journalist bij Het Parool (Uitgave Enschede), assistent van Jo Juda (concertmeester van het Koninklijk Concertgebouworkest) en recensent van films. Na zijn tijd als journalist begon hij met het schrijven van teksten voor cabaret- en revuegezelschappen alsmede voor hoorspelen. Daar ontmoette hij componist Joop Stokkermans. Stokkermans had wel muziek, maar nog geen tekst en schakelde Hamhuis in. Die schreef de tekst voor Katinka tussen zijn andere werkzaamheden in.
Katinka was de inzending van het Eurovisiesongfestival 1962, nadat De Spelbrekers er het Nationaal Songfestival 1962 mee had gewonnen. Zo goed als het ging bij de nationale editie, zo slecht ging het bij het Eurovisiesongfestival gehouden in Luxemburg. Katinka kreeg 0 punten. Daarin stond het op gelijke voet met België (Ton nom), Oostenrijk (Nur in der Wiener Luft) en Spanje (Llámame). Frankrijk won in de persoon van Isabelle Aubret met Un premier amour.
Katinka is een aantal keren gecoverd door uiteenlopende artiesten als Neerlands Hoop (reggaeversie), Freek de Jonge met Robert Jan Stips (album Gemeen goed), André van Duin en Paul de Leeuw.

## Hitnotering

### Nederlandse Teenager Hitparade
Dit betrof een maandlijst.
| Positie: | 9 | 9 | 9 | 9 | 9 | uit |

Het stond ook twee maanden (mei plaats 9 en juni plaats 20) genoteerd in de maandlijsten van Muziek Expres

### NPO Radio 2 Top 2000
| Nummer met noteringen in de NPO Radio 2 Top 2000 | '99  | '00 | '01  | '02 | '03  |
| ------------------------------------------------ | ---- | --- | ---- | --- | ---- |
| Katinka                                          | 1621 | -   | 1958 | -   | 1801 |

1. ↑  Een '-' betekent dat het nummer niet was genoteerd en een vetgedrukt getal geeft de hoogste notering aan.
2. ↑  Deze tabel is bijgewerkt tot en met de laatste editie (2024).